# Reprezentacja Sierra Leone U-17 w piłce nożnej mężczyzn
Reprezentacja Sierra Leone U-17 w piłce nożnej jest juniorską reprezentacją Sierra Leone zgłaszaną przez SLFA. Mogą w niej występować wyłącznie zawodnicy posiadający obywatelstwo sierraleońskie, urodzeni w Sierra Leone lub legitymujący się sierraleońskim pochodzeniem i którzy w momencie przeprowadzania imprezy docelowej (finałów Mistrzostw Afryki lub Mistrzostw Świata) nie przekroczyli 17. roku życia.

## Sukcesy
- Mistrzostwa Afryki
  - 2. miejsce (1 raz): 2003

## Występy wmistrzostwach świata
- 1985: Nie brała udziału
- 1987: Nie brała udziału
- 1989: Nie zakwalifikowała się
- 1991: Nie zakwalifikowała się
- 1993: Nie brała udziału
- 1995: Nie zakwalifikowała się
- 1997: Nie brała udziału
- 1999: Nie brała udziału
- 2001: Nie zakwalifikowała się
- 2003: Faza grupowa
- 2005: Nie zakwalifikowała się
- 2007: Nie brała udziału
- 2009: Nie zakwalifikowała się
- 2011: Nie zakwalifikowała się
- 2013: Nie zakwalifikowała się
- 2015: Nie zakwalifikowała się

## Występy wmistrzostwach Afryki
- 1995: Nie zakwalifikowała się
- 1997: Nie brała udziału
- 1999: Nie brała udziału
- 2001: Nie zakwalifikowała się
- 2003: 2. miejsce
- 2005: Nie zakwalifikowała się
- 2007: Nie brała udziału
- 2009: Nie zakwalifikowała się
- 2011: Nie zakwalifikowała się
- 2013: Nie zakwalifikowała się
- 2015: Nie zakwalifikowała się